# Giovanni d'Arborea
Giovanni de Bas-Serra soprannominato Chiano (XIII secolo – 1304) fu un giudice di Arborea dal 1297 fino alla sua morte.

## Biografia
Egli era il figlio e successore del Giudice Mariano II di Arborea e governò inizialmente sotto la reggenza di Tosorato degli Uberti, un gentiluomo pisano. Dopo la deposizione di Nino Visconti nel 1288 quale giudice di Gallura, Giovanni e la sua Arborea costituirono l'ultima vestigia di uno stato sardo indipendente dagli stranieri.
Subito dopo la sua successione, il Papa Bonifacio VIII, ignorando totalmente gli statuti presenti sull'isola, proclamò la Sardegna un Regno: il cosiddetto Regnum Sardiniae et Corsicae e investì di esso re Giacomo II di Aragona in cambio della sua rinuncia alla Sicilia. Da quel momento i sovrani di Aragona iniziarono i preparativi per la conquista della Sardegna.
Anche Giovanni di Arborea iniziò a prepararsi a resistere alla temuta invasione. Nel 1300 cedette (o vendette) alla Repubblica di Pisa il terzo del giudicato di Cagliari che in precedenza era stato annesso all'Arborea. Inoltre cedette i diritti sulle miniere d'argento e su parte del demanio giudicale. Quest'ultimo atto però, l'alienazione di terre demaniali, provocò la rivolta del popolo (bannus consensus) che arrivò ad assassinarlo in modo brutale ed a mutilare il suo corpo.
Giovanni aveva sposato nel 1287 Giacomina (morta nel 1329) figlia del celebre Ugolino della Gherardesca, sebbene in precedenza avesse già avuto dei figli illegittimi da Vera Cappai di Villasalto: Andreotto e Mariano. Furono proprio questi ultimi a succedergli sul trono giudicale. Da sua moglie Giovanni ebbe però anche una figlia legittima, Giovanna, morta nel 1308.